# Stammbach
Stammbach là một đô thị ở huyện Hof bang Bayern, Đức.